# ジャン4世・ド・ブロス

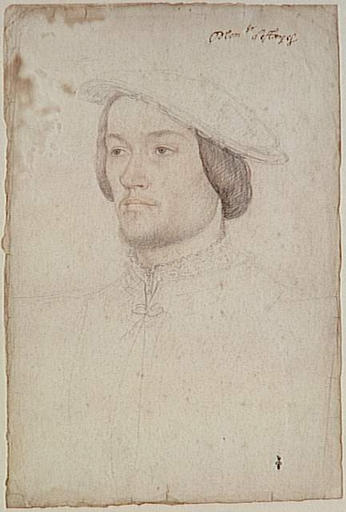
エタンプ公ジャン、1540年頃

ジャン4世・ド・ブロス（Jean IV de Brosse, 1505年頃 - 1564年1月27日）は、ヴァロワ朝期のフランスの貴族。パンティエーヴル伯、エタンプ伯、エタンプ公、シュヴルーズ公。フランス王フランソワ1世の愛妾アンヌ・ド・ピスルーの夫である。

## 生涯
パンティエーヴル伯ルネ・ド・ブロスとその妻ジャンヌ・ド・コミーヌ（フィリップ・ド・コミーヌの娘）の間の息子として生まれた。1525年、父がパヴィアの戦いで戦死すると伯爵領を相続した。ブルターニュ継承戦争で公爵位を追われたジャンヌ・ド・パンティエーヴルの嫡系子孫であり、潜在的なブルターニュ公爵位請求権を父から受け継いでいた。
1536年、フランソワ1世の愛妾アンヌ・ド・ピスルーと結婚した。この結婚はアンヌに高貴な身分を与えるために王がまとめた縁組であった。同年、ジャンはエタンプ公爵に叙せられ、1545年にはシュヴルーズ公爵位も与えられた。しかし、王からジャンに下賜される年金は妻アンヌの宮廷での生活費に消えたため、ジャンは常に手元不如意だった。
1547年にフランソワ1世が亡くなると、アンヌが新王アンリ2世の愛妾ディアーヌ・ド・ポワチエと敵対関係にあったため、ブロス夫妻は宮廷から追放された。夫妻は1543年よりジャンが知事職を務めていたブルターニュに移った。アンリ2世の治世下でジャンは冷遇され、1553年にエタンプ公爵位をディアーヌ・ド・ポワチエに、1555年にはギーズ家のシャルル・ド・ロレーヌ枢機卿にシュヴルーズ公爵位を譲渡させられた。ただしエタンプ公爵位は1562年になって、アンリ2世の死後に権勢を失ったディアーヌ・ド・ポワチエからジャンに返還された。
ジャンは1564年にランバルで亡くなり、ガンガンのフランシスコ会修道院に葬られた。ジャンと王の寵姫だった妻アンヌとの結婚生活は皆無に等しく、当然夫妻の間に子供は出来なかった。このため先祖伝来のパンティエーヴル伯領は甥のセバスティアン・ド・リュクサンブールに相続されたが、エタンプ公領はフランス王領に回収された。